# Jean François Loos
Jean François Loos (Antwerpen, 12 november 1799 - 2 februari 1871) was een Belgisch  bestuurder en politicus voor de Liberale Partij.

## Levensloop

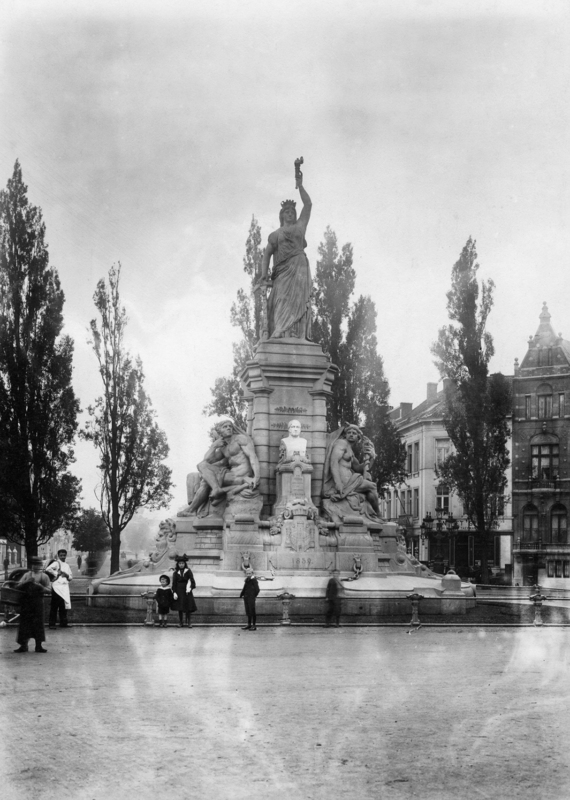
Afgebroken gedenkteken (Van Rasbourg, Rodin en Pecher, 1876)

Loos was een zoon van Pierre Loos en Cecile Hambrouck. Pierre was hotelhouder en bestuurder van een huurhouderij en messagiersdienst. Jean François bleef vrijgezel en was de schoonbroer van senator Jean Michiels-Loos.
Hij werd directeur van het Antwerpse bureau van het familiebedrijf Messageries Van Gend en Loos en was ook directeur van een redersvennootschap in Antwerpen.
Hij werd liberaal volksvertegenwoordiger voor het arrondissement Antwerpen en vervulde dit mandaat tot in 1863.
Hij werd ook gemeentemandataris voor Antwerpen: gemeenteraadslid (1836-1862), schepen van financies (1840-1848) en burgemeester (1848-1862). Hij was betrokken bij heel wat Antwerpse initiatieven. Hij slaagde erin om in 1859 een vervijfvoudiging te bekomen van de oppervlakte van Antwerpen. Hij bereikte toen een hoogtepunt van populariteit, die naderhand echter verminderde. In 1862 werd hij genoodzaakt ontslag te nemen onder druk van de Meetingpartij, die de gemeenteraadsverkiezingen won en de liberale partij opvolgde. Hij werd als burgemeester opgevolgd door waarnemend burgemeester Xavier Gheysens.
Verder was hij:
- censor van de Nationale Bank van België,
- medestichter en voorzitter van de Zoo van Antwerpen,
- bestuurder van het Correctiehuis Sint-Bernardus in Antwerpen,
- ondervoorzitter van de Koninklijke Academie voor Schone Kunsten, Antwerpen,
- voorzitter van de Berg van Barmhartigheid in Antwerpen,
- ondervoorzitter van de Zeevaartschool in Antwerpen,
- medestichter en voorzitter van de Handelshogeschool in Antwerpen,
- erevoorzitter van de Cercle artistique et littéraire.

De stad Antwerpen richtte een monument op met een borstbeeld van hem, vlak voor de Sint-Jozefskerk, op de naar hem genoemde Loosplaats. Het werd in 1876 ingehuldigd. In 1960 werd het plein heraangelegd en het standbeeld (waar Auguste Rodin had aan meegewerkt) werd afgebroken. Van het standbeeld ten voeten uit, werd alleen het borstbeeld behouden en overgebracht naar het Archief en Museum van het Vlaams Cultuurleven.

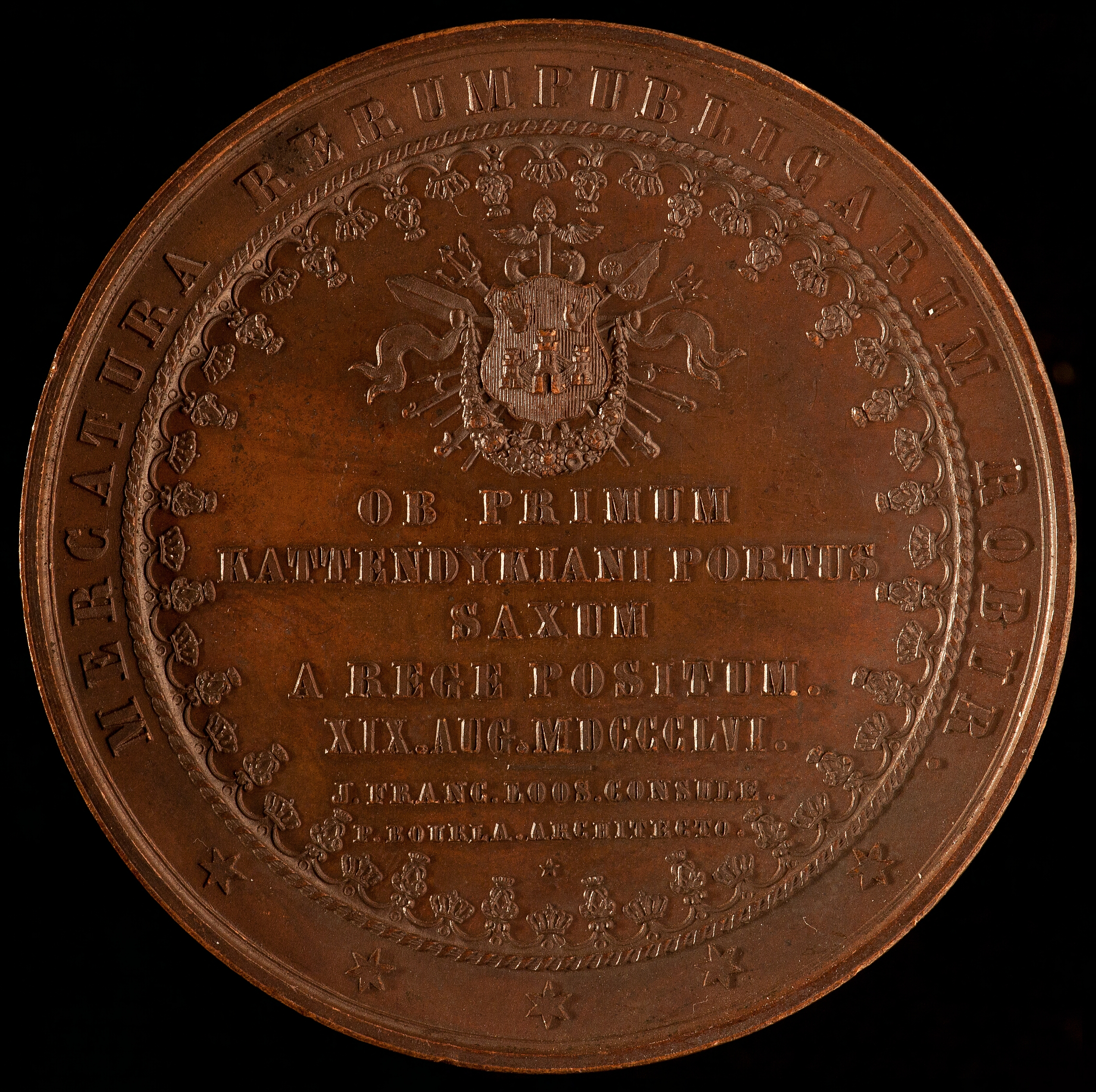
Penning bij de eerste steenlegging van het Kattendijckdok in Antwerpen
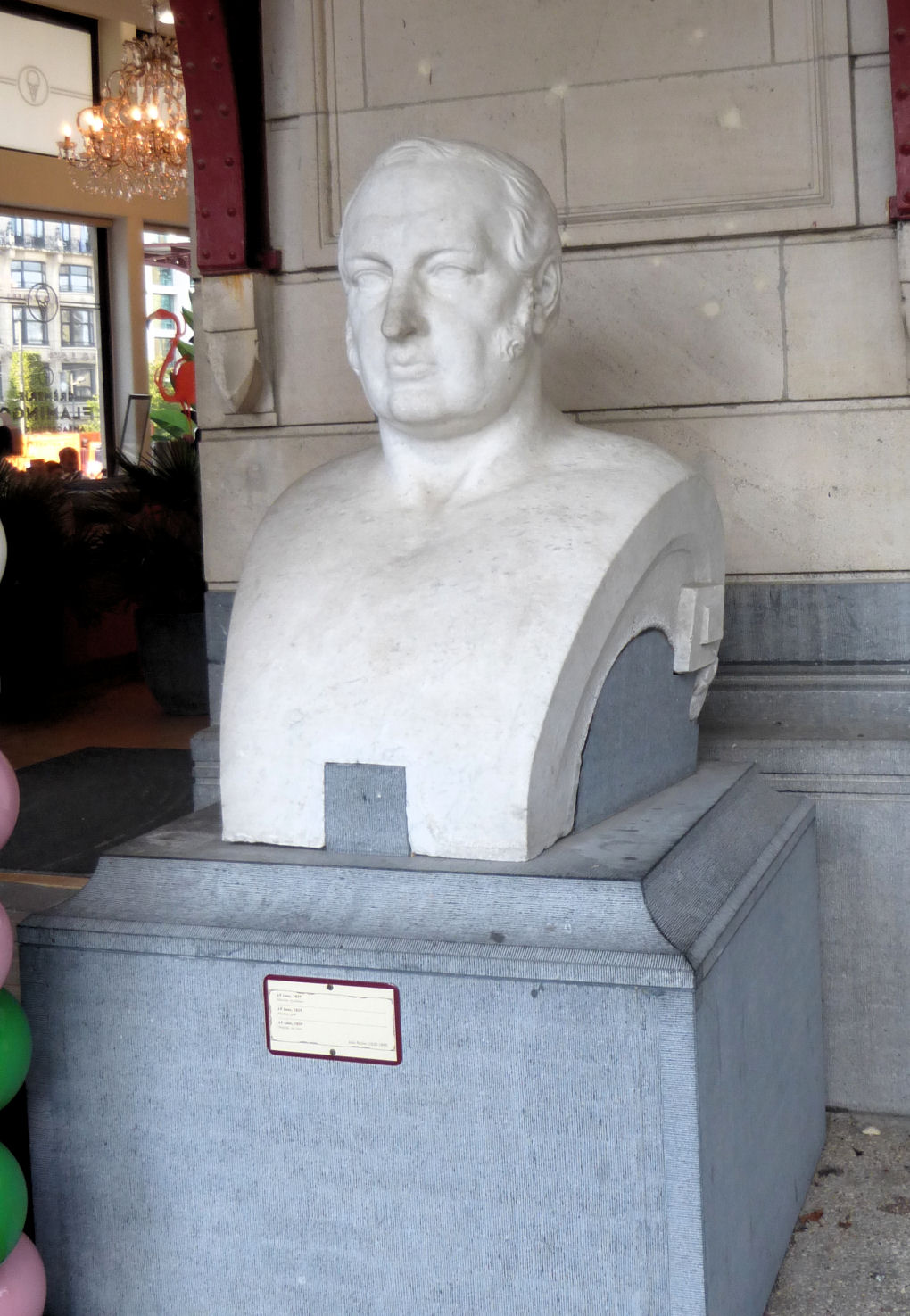
Borstbeeld in ZOO Antwerpen
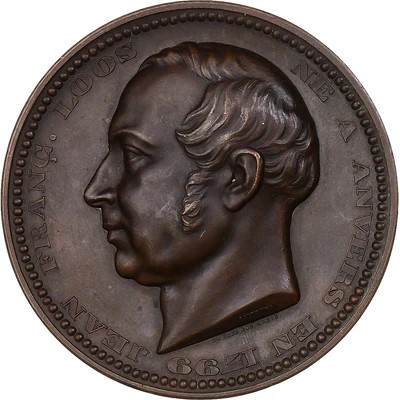
J.F. Loos 1859